# Квишанчала
Квишанчала (груз. ქვიშანჭალა) — село в Грузии, на территории Абашского муниципалитета края (мхаре) Самегрело-Верхняя Сванетия.

## География
Село находится в западной части Грузии, на правом берегу реки Риони, на расстоянии приблизительно 10 километров (по прямой) к юго-востоку от города Абаша, административного центра муниципалитета. Абсолютная высота — 22 метра над уровнем моря.

## Население
По результатам официальной переписи населения 2014 года в Квишанчала проживало 116 человек (58 мужчин и 58 женщин). В национальной структуре населения грузины составляли 99,1 %.
| Год  | Население, человек |
| ---- | ------------------ |
| 2002 | 168                |
| 2014 | ↘ 116              |